# 焚心以火
《焚心以火》，1990年香港電影《秦俑》主題曲，由黃霑和顧嘉煇聯手作曲，黃霑包辦填詞，顧嘉煇兼任編曲人，並由葉蒨文主唱。
本曲有粵、國語兩版，出現於相應的電影版本中，填詞人不變，前者收錄於葉蒨文的專輯《珍重》，後者於電影的片尾名單裡名為《燃燒我心》，完整版則首見於黃霑的專輯《笑傲江湖 百無禁忌黃霑作品集》，歌名改回來，並由黃霑演唱；其後葉蒨文1991年的專輯《瀟灑走一回》亦收錄了國語版。歌曲不僅奪得三台流行榜冠軍位置，還獲得多個樂壇獎項包括「勁歌金曲金曲金獎」的殊榮。

## 音樂特色
歌曲結構為前奏–A1–A2–B–A3–間奏–A2–B–A3–尾聲；採用主音為A的多里亞調式，無轉調；4/4拍子，BPM為90，節拍平穩，歌手的演唱速度卻比較彈性；此外歌曲音域跨越12度。
編曲方面，樂器為電子合成器、定音鼓及鋼琴。電子合成器擔當重要角色，在前奏、間奏及尾聲奏出主旋律，並在副歌中另行奏出獨立的線條；亦模擬女聲合唱以營造詭異的氣氛。定音鼓則貫穿全曲，奏出節奏頻現句，營造出壓迫感。

## 相關評價
戲中蒙天放與冬兒為愛犧牲，身穿紅衣的冬兒投奔火海時，歌曲首次響起。曲調悲壯，詞人以堅定的語氣表達主人公對愛情的信念，出色的音畫結合被認為予人深刻的印象。
有論者批評詞中出現現代通俗口語「勁歌」，與整首歌的古典風格格格不入。

## 香港派台成績
| 派台成績 | 派台成績 | 派台成績 | 派台成績 | 派台成績 | 派台成績 | 派台成績          |
| -------- | -------- | -------- | -------- | -------- | -------- | ----------------- |
| 唱片     | 歌曲     | 903      | RTHK     | 997      | TVB      | 備註              |
| 1990年   |          |          |          |          |          |                   |
| 珍重     | 焚心以火 | (1)      | 1        |          | 1        | (1)表示兩星期冠軍 |

## 得獎及提名
得獎：
- 1990年度十大勁歌金曲頒獎典禮－金曲金獎
- 1990年度十大勁歌金曲頒獎典禮－十大金曲獎
- 1990年度十大勁歌金曲頒獎典禮－最佳作曲獎
- 1990年度十大勁歌金曲頒獎典禮－最佳編曲獎
- 1990年度十大勁歌金曲頒獎典禮－最佳歌曲監製獎
- 1990年度第13屆十大中文金曲頒獎禮音樂會－十大中文金曲獎

提名：
- 1991年提名第10屆香港電影金像獎－最佳電影歌曲

## 其他版本
| 年份 | 歌手   | 來源                         |
| ---- | ------ | ---------------------------- |
| 1990 | 梅艷芳 | 百變梅艷芳夏日耀光華演唱會90 |
| 1990 | 黃霑   | 笑傲江湖 百無禁忌黃霑作品集  |
| 1991 | 甄妮   | 專輯《阿嬰》                 |
| 1998 | 陳潔靈 | 真友情演唱會                 |
| 2003 | 葉倩文 | 黃霑獅子山下演唱會           |
| 2005 | 葉德嫻 | 星之旅演唱會                 |
| 2005 | 李樂詩 | Fantasy                      |
| 2018 | 韓雪   | 《幻樂之城》第二期           |

## 註腳
1. ↑  以專輯歌名和電影片尾為準，焚心似火、焚身以火等皆為筆誤。
2. ↑  黃霑曾說過自己先寫了A段，接著顧嘉煇寫B段。